# Кјеути
Кјеути (итал. Chieuti) је насеље у Италији у округу Фођа, региону Апулија.
Према процени из 2011. у насељу је живело 1504 становника. Насеље се налази на надморској висини од 220 м.

## Становништво
| 1951. | 1961. | 1971. | 1981. | 1991. | 2001. | 2011. |
| ----- | ----- | ----- | ----- | ----- | ----- | ----- |
| 2.566 | 2.560 | 2.083 | 1.804 | 1.886 | 1.788 | 1.772 |